# Александров, Павел Сергеевич
Па́вел Серге́евич Алекса́ндров (25 апреля [7 мая] 1896, Богородск — 16 ноября 1982, Москва) — советский математик, академик АН СССР (1953, член-корр. с 1929) и АПН СССР (1945). Профессор МГУ (1929 года). Лауреат Сталинской премии первой степени (1942), Герой Социалистического Труда (1969).
Президент Московского математического общества (ММО) в 1932—1964 годах, вице-президент Международного математического союза (1958—1962).

## Биография
Павел Сергеевич Александров родился в 1896 году в Богородске в семье Сергея Александровича Александрова, старшего врача Богородской уездной больницы (а позднее — Смоленской губернской больницы). В 1913 году окончил с золотой медалью Смоленскую общественную гимназию (где на развитие его научных интересов большое влияние оказал математик А. Р. Эйгес), и в том же году поступил в Московский университет. Уже на первом курсе стал участником семинара Д. Ф. Егорова, а начиная со второго курса являлся учеником Н. Н. Лузина.
Ещё будучи студентом, в 19 лет, летом 1915 года решил задачу о мощности борелевских множеств, поставленную ему Н. Н. Лузиным (независимо от П. С. Александрова проблему мощности борелевских множеств решил Ф. Хаусдорф) и построил в связи с этим так называемую А-операцию (так она была названа в честь Александрова другим учеником Лузина М. Я. Суслиным). Эти результаты Александров доложил на заседании математического общества 13 октября 1915 года. Окончил университет в 1917 году.
В конце 1917 года у Александрова произошёл творческий кризис, связанный с постановкой перед ним Лузиным труднейшей и, как теперь понятно, неразрешимой имеющимися в то время средствами проблемы континуума. Неудача стала для Александрова тяжёлым ударом: «Мне стало ясно, что работа над континуум-проблемой кончилась тяжёлой катастрофой. Я почувствовал также, что уже не могу перейти к математике к, так сказать, очередным делам и что в моей жизни должен наступить какой-то решительный перелом». Александров уехал в Чернигов, где участвовал в организации драматического театра. Там встречался с Л. В. Собиновым, который был в то время заведующим отделом искусств Украинского наркомата просвещения. В этот период Александров отбыл заключение в деникинской тюрьме и переболел сыпным тифом.
В 1920 году Александров вернулся в МГУ: с 1921 года — приват-доцент, с 1929 года — профессор. Уже в 1921—1923 годах он прочитал студентам университета курс теории функций вещественного переменного и первый в стенах Московского университета курс общей топологии.
Большое влияние на П. С. Александрова оказала совместная работа с П. С. Урысоном, а также сотрудничество с учёными Гёттингенского университета — Д. Гильбертом, Р. Курантом и особенно Э. Нётер. В 1921 году женился на Екатерине Эйгес — сестре своего гимназического учителя математики А. Р. Эйгеса, оказавшего на будущего учёного огромное влияние. Во время международных поездок, начавшихся с 1923 года, Александров встречался с Гильбертом, Брауэром, Хаусдорфом, Хопфом, Курантом и многими другими зарубежными математиками; с некоторыми из них он долгое время сотрудничал и дружил. Образовавшиеся таким образом международные контакты служили поднятию престижа советской математической науки и содействовали росту и расцвету московской математической школы. С 1958 по 1962 годы П. С. Александров был вице-президентом Международного математического союза.
С образованием весной 1933 года механико-математического факультета МГУ на нём была создана кафедра высшей геометрии, и её первым заведующим стал П. С. Александров. В 1935 году кафедра была разделена на кафедру высшей геометрии и кафедру топологии, кафедру топологии возглавлял Александров. В 1943 году обе кафедры были вновь слиты в единую кафедру высшей геометрии и топологии, П. С. Александров оставался заведующим данной кафедрой до своей смерти в 1982 году. Одновременно в 1935—1950 годах он возглавлял отдел общей топологии Математического института АН СССР им. В. А. Стеклова. В течение тридцати трёх лет (с 1932 по 1964 год) Павел Сергеевич был президентом Московского математического общества, а в 1964 году он был избран почётным президентом этого общества.
В 1955 году он подписал «Письмо трёхсот» с критикой лысенковщины.
Павел Сергеевич был заведующим отделением математики механико-математического факультета МГУ и проявлял в этом качестве большую заботу о аспирантском коллективе. Был членом редколлегий нескольких ведущих математических журналов, главным редактором журнала Успехи математических наук. В 1935 году он был в числе первых организаторов Московской математической олимпиады школьников.
П. С. Александров сыграл большую роль в развитии общественной и культурной жизни МГУ. В течение нескольких лет он был Председателем Художественного Совета МГУ, а с 1973 года и до своей кончины он являлся Председателем Правления Клуба учёных МГУ. Он обладал большими познаниями в области музыки. Большой популярностью среди студентов и аспирантов Московского университета пользовались регулярно проводимые Александровым вечера классической и современной музыки — «Александровские вторники».
Похоронен на Кавезинском кладбище Пушкинского района Московской области. Местонахождение могилы - (55.98313,  37.880823).

## Научная деятельность
Основные труды по топологии, теории множеств, теории функций вещественного переменного, геометрии, вариационному исчислению, математической логике, основаниям математики.
Ввёл новое понятие компактности (сам Александров называл его «бикомпактностью», а «компактными» называл лишь счётно компактные пространства, как и было принято до него). Вместе с П. С. Урысоном Александров показал всё значение этого понятия; в частности, он доказал первую общую метризационную теорему и знаменитую теорему о компактификации любого локально компактного хаусдорфова пространства путём добавления единственной точки.
С 1923 года П. С. Александров стал заниматься комбинаторной топологией, причём ему удалось объединить эту ветвь топологии с общей топологией и существенно продвинуть полученную теорию, которая стала основанием для современной алгебраической топологии. Именно он ввёл одно из основных понятий алгебраической топологии — понятие точной последовательности. Александров ввёл также понятие нерва покрытия, что привело его (независимо от Э. Чеха) к открытию когомологий Александрова — Чеха. Ввел понятие двоеточие Александрова.
В 1924 году Александров доказал, что в каждое открытое покрытие сепарабельного метрического пространства можно вписать локально конечное открытое покрытие (само это понятие, одно из ключевых в общей топологии, впервые было введено Александровым). Фактически этим была доказана паракомпактность сепарабельных метрических пространств (хотя сам термин «паракомпактное пространство» был введён Жаном Дьёдонне в 1944 году, а в 1948 году Артур Стоун показал, что от требования сепарабельности можно отказаться).
Существенно продвинул теорию размерности (в частности, стал основоположником гомологической теории размерности — её основные понятия были определены Александровым в 1932 году). Развил методы комбинаторного исследования общих топологических пространств, доказал ряд основных законов топологической двойственности. В 1927 году обобщил теорему Александера на случай произвольного замкнутого множества.
П. С. Александров и П. С. Урысон явились создателями московской топологической школы, получившей мировое признание. Ряд понятий и теорем топологии носит имя Александрова: компактификация Александрова, теорема Александрова — Хаусдорфа о мощности A-множеств, топология Александрова, гомологии и когомологии Александрова — Чеха.
Среди учеников П. С. Александрова наиболее известны Л. С. Понтрягин, А. Н. Тихонов и А. Г. Курош. К старшему поколению учеников Павла Сергеевича относятся Л. А. Тумаркин, В. В. Немыцкий, А. Н. Черкасов, Н. Б. Веденисов, Г. С. Чогошвили. К группе «сороковых годов» принадлежат Ю. М. Смирнов, К. А. Ситников, О. В. Локуциевский, Е. Ф. Мищенко, М. Р. Шура-Бура. К поколению пятидесятых годов относятся А. В. Архангельский, Б. А. Пасынков, В. И. Пономарёв, а также Е. Г. Скляренко и А. А. Мальцев, бывшие в аспирантуре соответственно у Ю. М. Смирнова и К. А. Ситникова. Группу самых молодых учеников образуют В. В. Федорчук, В. И. Зайцев и Е. В. Щепин.
Большую роль в развитии науки и математического образования в нашей стране сыграли книги, написанные П. С. Александровым: «Введение в общую теорию множеств и функций», «Комбинаторная топология», «Лекции по аналитической геометрии», «Теория размерности» (совместно с Б. А. Пасынковым) и «Введение в гомологическую теорию размерности».
Известность получила написанная совместно с Х. Хопфом на немецком языке монография «Topologie I» (Alexandroff P., Hopf H. Topologie Bd.1 — Berlin: 1935), ставшая классическим курсом топологии своего времени.
Сам Александров называет следующие свои работы основными:
1. Лето 1915 года: Мощность борелевских множеств и A-операция.
2. С мая 1922 по август 1924 года: Основные работы по общей топологии.
3. С августа 1925 до весны 1928 года: определение нерва, построение гомологической теории компактов.
4. Первое полугодие 1930 года: Гомологическая теория размерности.
5. «Казанский период» январь—май 1942 года: Гомологические свойства расположения комплексов и замкнутых множеств.
6. Зима 1946–1947 годов: Теоремы двойственности незамкнутых множеств.

## Личная жизнь
С 1921 года был женат на Екатерине Романовне Эйгес (1890—1958), поэтессе и мемуаристке, библиотечной работнице, по образованию математик.
Историки математики Лорен Грэхэм и Жан-Мишель Кантор и российская писательница Маша Гессен предполагают, что Павел Александров состоял в гомосексуальных отношениях с другим математиком Андреем Колмогоровым.

## Звания и награды
В 1929 году П. С. Александров был избран членом-корреспондентом Академии наук СССР, а в 1953 году — действительным её членом.
П. С. Александров был избран членом Гёттингенской академии наук (1945), Национальной академии наук США (1947), Германской академии естествоиспытателей «Леопольдина» (1959), Австрийской академии наук (1968), Польской академии наук, Академии наук ГДР, член Американского философского общества (1947), почётный доктор Берлинского университета им. Гумбольдта, почётный член Голландского математического общества. Награждён Медалью Котениуса (1969).
Государственные награды СССР
- Герой Социалистического Труда (13 марта 1969)[18]
- шесть орденов Ленина (10 июня 1946, 19 сентября 1954, 15 сентября 1961, 6 мая 1966, 13 марта 1969, 17 сентября 1975)
- орден Октябрьской Революции (23 января 1980)[25]
- Орден Трудового Красного Знамени (10 июня 1945)
- Орден «Знак Почёта» (7 мая 1940)
- Сталинская премия I степени (22 марта 1943) — за научные работы в области математики: «Общая комбинаторная топология» и «О гомологических свойствах расположения комплексов и замкнутых множеств», опубликованные в 1941 и 1942 годах
- За цикл работ по гомологической теории размерностей П. С. Александрову была присуждена Премия имени Н. И. Лобачевского (1972)

## Случаи
- Эта история относится к посещению мехмата М. И. Калининым в 1930-х годах. На встрече Калинин сначала рассказал профессорам и преподавателям о надеждах, которые возлагает на них партия и правительство, а затем спросил, какие есть нужды и заботы у самих математиков. Воцарилось неловкое молчание, он дважды переспросил. И тогда поднялся Павел Сергеевич Александров и, громко картавя, заявил, что «совег’шенно не г’аботает убог’ная на втог’ом этаже». Рассказывали, что Михаил Иванович знакомился с математиками не так просто, а потому, что его дочь собиралась выйти за математика; и ещё рассказывали, что после описанной встречи он ей это категорически запретил[26].
- Ходит легенда, что дарственная надпись на экземпляре первой книги П. С. Александрова своему другу Урысону звучала как «ПСУ от ПСА»[27], и именно из-за этого случая у Александрова было прозвище «пёс».

## Дело Лузина
Несмотря на то, что П. С. Александров был учеником Н. Н. Лузина и одним из членов Лузитании, во время травли Лузина (дело Лузина) Александров выступил одним из активнейших преследователей учёного. Отношения между Лузиным и Александровым до конца жизни Лузина оставались очень натянутыми, и Александров стал академиком только после смерти Лузина.

## Книги на русском языке
- Александров П. С. Теория функций действительного переменного и теория топологических пространств // Избранные труды. — М.: Наука, 1978.
- Александров П. С. Теория размерности и смежные вопросы. Статьи общего характера // Избранные труды. — М.: Наука, 1978.
- Александров П. С. Общая теория гомологий // Избранные труды. — М.: Наука, 1979.
- Александров П. С. Введение в гомологическую теорию размерности и общую комбинаторную топологию. — М.: Наука, 1975.
- Александров П. С.  Введение в теорию групп. — М.: Наука, 1980. — 144 с. — (Библиотечка «Квант»).
- Александров П. С. Введение в теорию множеств и общую топологию. — М.: Наука, 1977.
- Александров П. С., Пасынков Б. А.  Введение в теорию размерности. Введение в теорию топологических пространств и общую теорию размерностей. — М.: Наука, 1973. — 576 с.
- Александров П. С. Комбинаторная топология. — М.: Физматгиз, 1947.
- Александров П. С. Что такое неэвклидова геометрия. — М.: Академия педагогических наук, 1950
- Александров П. С. Курс аналитической геометрии и линейной алгебры. — М.: Наука, 1979.
- Александров П. С., Урысон П. С. Мемуар о компактных топологических пространствах. — М.: Наука, 1971.
- Александров П. С.  Первая международная топологическая конференция в Москве // УМН. — 1936. — Т. 1, вып. 1. — С. 260—262.
- Александров П. С. Топологические теоремы двойственности. Ч.1. Замкнутые множества — М.: АН СССР, 1955.